# Eudarcia palanfreella
Eudarcia palanfreella is een vlinder uit de familie echte motten (Tineidae). De wetenschappelijke naam is voor het eerst geldig gepubliceerd in 2004 door Baldizzone & Gaedike.
De soort komt voor in Europa.